# Remexio Lama
Remexio Lama ist eine osttimoresische Siedlung im Suco Acumau (Verwaltungsamt Remexio, Gemeinde Aileu).

## Geographie
Die Siedlung Remexio Lama liegt im Norden der Aldeia Aimerahun, auf einer Meereshöhe von 866 m. Einen Kilometer südlich, auf der anderen Seite eines Hügels, befindet sich Remexio, der Hauptort des Verwaltungsamtes und des Sucos. An der Straße, die den Hügel östlich umrundet liegt die Siedlung Lolemailulu, an der westlichen Umgehung die Siedlung Carahili. An ihr vorbei gelangt man weiter nach Westen in Richtung der Landeshauptstadt Dili. Zwei kleine Weiler befinden sich nördlich von Remexio Lama. Die Straße in Richtung Osten führt in den Nachbarsuco Liurai. Nach Westen hin fällt das Land innerhalb von zwei Kilometern auf eine Meereshöhe von etwa 300 m herab zu einem Quellfluss des Quiks.